# دينكا
قبيلة الدينكا هي مجموعة عرقية في جنوب السودان. موطنها الأصلي يتوزع بين منطقة بحر الغزال، وولاية جونقلي ومناطق من آبيي ولاية الوحدة وولاية أعالي النيل.
يشتغل غالبية الدينكا بالرعي والزراعة، حيث يعتمدون على رعي قطعان الماشية في مراع قريبة من الأنهار خلال موسم الجفاف. وفي موسم الأمطار يقومون بزراعة الدخن وأنواع مختلفة من الحبوب. يبلغ تعدادهم حوالي 1.5 مليون نسمة، أي 4% تقريبا من مجمل سكان البلاد. وهي أكبر مجموعة عرقية في جنوب السودان.
تنحدر قبيلة الدينكا من فروع الشعوب النيلية وتتحدث باللغات النيلية وهم من أكثر الأفارقة سمرة وطولا.
لا يملك الدينكاويون سلطة تنفيذية مركزية. عوضا عن ذلك أسسوا نظما عشائرية مستقلة، ومترابطة في الوقت ذاته. وعلى رأس كل قبيلة قائد أو سلطان يسمى (بنج).
تسمى لغتهم بالدينكاوية أو (طونق جانق) «بإدغام النون والقاف» ومعناها (الناس) أو (القوم). وتتفرع من اللغات (لغات نيلية صحراوية) وتكتب بالأبجدية اللاتينية يتجزأ الدينكا على مجموعات كثيرة منهم (فدانق) يشمل كل مجموعات الدينكا الذين يستوطنون شرق النيل بالإضافة لآبيي وابيمنم وفاريانق (ريك) يشمل كل من ملوال واقواك وافوك وأوان إلى إلخ.... (اقار) يشمل كل من رومبيك ويورول شوايبيت إلى إلخ...... مع بعض الإضافات.

## الاستراتيجيات الرعوية
يوصف جنوب السودان بأنه (حوض واسع ينحدر بسلاسة باتجاه الشمال) وتمر خلاله كل من أنهار بحر الجبل، النيل الأبيض، نهر بحر الغزال بروافده ونهر السوباط. وتلتقي هذه الأنهر لتشكّل سدا ضخما من المستنقعات.
يقع جزء كبير من مكامن النفط في الجنوب والشرق ضمن منطقة سهل الفيضانات. وهو حوض كبير تصب فيه الأنهار النابعة من الكونغو، أوغندا، كينيا، وإثيوبيا. والتي تنحدر من صفيحة حجرية-حديدية تطوّق أجزاء من بحر الغزال وأعالي النيل.

## الحرب مع الشمال وحالة اللاجئين
منذ فترة طويلة والمنطقة الحدودية الغنية بالنفط آبيي نقطة نزاع قائمة بين شمال وجنوب السودان، وما زالت كذلك حتى اليوم. وقد حاول اتفاق السلام الشامل الذي أُبرم عام 2005 أن يضع حداً لحرب أهلية دامت أكثر من 20 عاماً بين الحكومة المركزية والحركة/الجيش الشعبي لتحرير السودان، وحاول أن يفرض آلية لحل مشكلة أبيي المتكرر ظهورها على الساحة. إلا أن هذه المساعي نجحت نجاحاً محدوداً، ويعود هذا جزئياً إلى التأخير في التنفيذ.
وحسب اتفاق السلام الشامل فإن أبيي إحدى ثلاث «مناطق انتقالية» (بالإضافة إلى جبال النوبة في ولاية جنوب كردفان وولاية النيل الأزرق) اتفق الطرفان على تأجيل حل النزاع حول حدودها وكذلك التسوية السياسية للمنطقة. وبموجب بروتوكول لاتفاق السلام الشامل، وهو «بروتوكول أبيي»، فقد اتفقت الأطراف على تشكيل لجنة حدود أبيي، المُشكّلة من ممثلين من حكومة الخرطوم والحركة الشعبية لتحرير السودان وخبراء دوليين، على أن تتولى اللجنة ترسيم الحدود الجغرافية لأبيي. ثم كان من المقرر أن تعيّن رئاسة حكومة الوحدة الوطنية الجديدة، المُشكلة من حزب المؤتمر الوطني والحركة الشعبية لتحرير السودان بعد توقيع اتفاق السلام الشامل، إدارة محلية مؤقتة لأبيي لتحكم المنطقة حتى عام 2011.
وعلى النقيض من المنطقتين الانتقاليتين الآخريين، فإن مواطني آبيي مُنحوا الحق في تقرير إما البقاء ضمن شمال السودان أو جنوب السودان بموجب استفتاء محلي يتم في 2011. ومن المقرر أن يتم عقد هذا الاستفتاء بشكل مستقل بعيداً عن الاستفتاء الوطني الذي سيقرر بموجبه سكان جنوب السودان إما أن يصبحوا دولة مستقلة أو يبقون جزءاً من السودان.
وينص البروتوكول على أن أثناء الفترة حتى عقد الاستفتاء في 2011، يتم مشاركة صافي أرباح النفط المتولدة عن أبيي بين حكومة الوحدة الوطنية وحكومة جنوب السودان، مع تخصيص نسب ضئيلة للسكان المحليين. إلا أن حكومة الوحدة الوطنية الحاكمة فسّرت البروتوكول على أنه يعني أن هذا التوزيع لا يبدأ إلا لدى الاتفاق على حدود أبيي، وهو ما لم يحدث بعد. وقد عرضت لجنة حدود أبيي ما خلصت إليه من نتائج على الرئاسة في 14 يوليو 2007، لكن حزب المؤتمر الوطني تكرر رفضه للنتائج. ويقول حزب المؤتمر الوطني إنه بما أنه لم يتم بعد ترسيم الحدود، فهو ليس ملزماً بتعيين إدارة محلية أو المشاركة في أرباح النفط المتولدة عن منطقة أبيي. والأمر خطير، فالحدود التي اقترحتها اللجنة تشمل ثلاثة حقول نفط كبرى، هي هجليج ودفرا وبامبو، التي بلغت أرباحها في الفترة من 2005 إلى 2007 زهاء 1.8 مليار دولار.
ومع تزايد التوتر بسبب عدم تنفيذ اتفاق السلام الشامل بشكل عام، وخاصة بروتوكول أبيي، بلغ توتر الوضع الذروة في 10 أكتوبر 2007 حين انسحبت الحركة الشعبية لتحرير السودان من حكومة الوحدة الوطنية. وفيما اتفقت الحركة الشعبية لتحرير السودان على العودة للانضمام إلى حكومة الوحدة الوطنية في ديسمبر 2007، فإن الوضع في أبيي لم يتم حله بعد.
وتفاقمت التوترات السياسية على المستوى الوطني مع تزايد الخلافات الإثنية والنزاع على الموارد. ولدى جماعة دنكا نگوك، وتعتبر ضمن جماعة الدنكا الإثنية، قرى وأراضٍ زراعية ومراعٍ للماشية في سائر أنحاء المنطقة. كما تقوم جماعات الدنكا الأخرى من المناطق الواقعة جنوباً بالزراعة والرعي في المنطقة. والدنكا هي أكبر جماعة إثنية في جنوب السودان وأكثرها انتشاراً جغرافياً وترى أن منطقة أبيي تخصها.
وفي الوقت نفسه، فإن جماعة الميسرية من البدو العرب وهي متحالفة في أغلب الأحوال مع حكومة الشمال تطالب بدورها بحقوق في الأرض، إذ تمر هذه الجماعة سنوياً أثناء موسم الجفاف بالمنطقة للرعي على ضفاف نهر كير (بحر العرب) وروافده في جنوب السودان. وقد استقر بعض بدو الميسرية في المنطقة المحيطة بأبيي ويعيش العديد من تجار الميسرية في بلدة آبيي. وقد أدى هذا الاتفاق أحياناً إلى وقوع مصادمات بين الميسرية والدنكا، لكن هذه الخلافات يتم تسويتها محلياً، ودون تصعيد خطير في العموم.
وقد لعبت التفاعلات على المستوى الوطني دوراً في تصعيد الخلافات المحلية أثناء سنوات الحرب. إلا أنه منذ اكتشاف النفط في المنطقة ومنذ توقيع اتفاق السلام الشامل، اتخذت هذه التوترات بُعداً جديداً. وقد أمدت ترتيبات إجراء استفتاء في المستقبل كلاً من حزب المؤتمر الوطني وحكومة جنوب السودان الوقت والحافز للتأثير على تعداد السكان والتركيبة الإثنية في أبيي، في محاولة كل جانب لضم أرباح النفط الهائلة المتولدة عن أبيي إليه، سواء الشمال أو الجنوب.

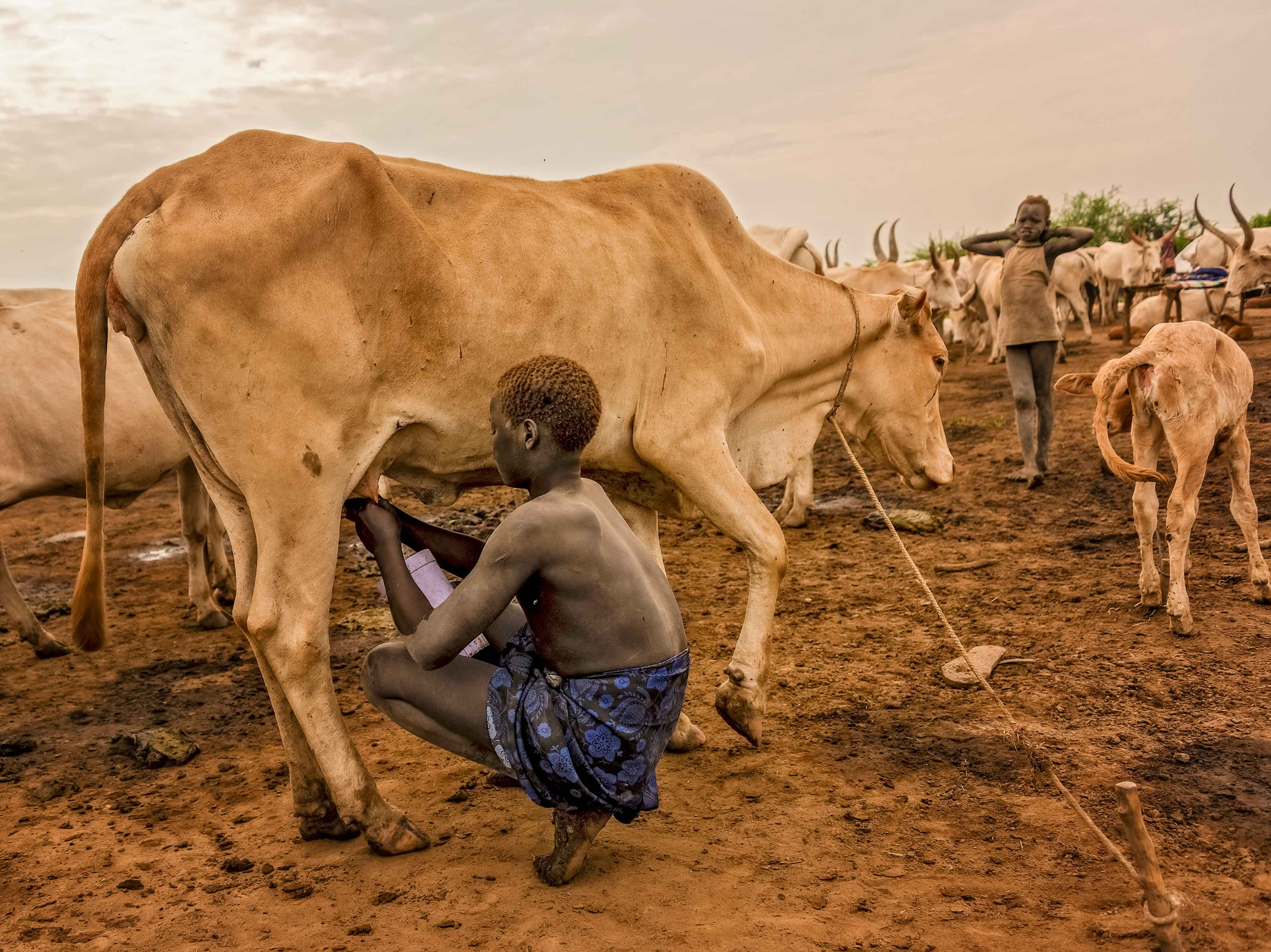
تقديم الأبقار كمهر عند الزواج لدى قبيلة الدينكا

وقد اتهم زعماء الدنكا نجوك حكومة الشمال باستخدام عرب الميسرية كميليشيات لإخراج الدنكا وتوطين أبيي بالموالين لحزب المؤتمر الوطني، فيما أوضح آخرون أن الحركة الشعبية لتحرير السودان تشجع سكان الدنكا على العودة إلى أبيي من الخرطوم وكينيا، وهو ما يفسرونه على أنه محاولة من قبل الحركة لتعزيز الدعم للجنوب في البلدة. وقال العاملون بمنظمات مجتمع مدني كانوا يعملون في أبيي في ذلك الحين لـ هيومن رايتس ووتش إن زهاء 6000 من العائدين من الدنكا قد وصلوا إلى أبيي في أبريل/نيسان وحده.

### تصعيد التوترات
في الفترة بين يناير ومايو 2008 قام كل من القوات المسلحة السودانية التابعة لحكومة الخرطوم والجيش الشعبي لتحرير السودان بنشر قوات إضافية في أبيي.
وينص اتفاق السلام الشامل على أن أبيي يجب أن تؤمنها وحدة موحدة مشتركة مُشكلة من عدد عناصر مساوي من قوات الجيش السوداني والجيش الشعبي لتحرير السودان، على أن تتعاون في إطار قوة موحدة ولها ولاية مشتركة وزي رسمي موحد ومبادئ عمل مشتركة. وقامت القوتان بنشر الوحدة التي أصبح قوامها 300 جندي من كل من الطرفين في أبيي في يناير/كانون الثاني 2006، واتهم كل من الطرفين الطرف الآخر بعدم سحب قواته من المنطقة.
واشتكى الجيش الشعبي لتحرير السودان على الأخص من أن حزب المؤتمر الوطني لم يقم بسحب فرقة تخص القوات المسلحة السودانية (فرقة 31) وأنها ما زالت متمركزة في البلدة. وبدلاً من هذا ففي أواسط أبريل/نيسان 2008، وصلت قوة قوامها 220 عنصراً من قوات الجيش السوداني ثقيلة التسليح إلى أبيي لتعزيز القوة الموجودة بالفعل. [10] وأنكر الجيش الشعبي لتحرير السودان مزاعم قادة القوات المسلحة السودانية العكسية بأن الجيش الشعبي يعزز قواته في أبيي، لكن شهود العيان قالوا لهيومن رايتس ووتش إن الجيش الشعبي لتحرير السودان يعزز بدوره قواته على الحدود الواقعة إلى الجنوب.
ومع تواجد كل هذه القوات، نشبت مناوشات متكررة في منطقة أبيي وحولها. وفي إحدى هذه الحوادث، ووقعت في 7 فبراير، اندلع القتال بين الجنود من الفرقة 31 والجيش الشعبي لتحرير السودان بعد أن تصادمت عرباتهم على الطريق الواصل ديباب بأبيي، وقُتل في الحادث والقتال الذي تلاه سبعة -شخاص، منهم غال دينغ أليك، مسؤول الجيش الشعبي لتحرير السودان في بين نهوم. وفيما خلصت تحقيقات بعثة الأمم المتحدة في السودان إلى أن الحادث نشب جراء حادث سير على الطريق، فإن الدنكا نجوك يعزون الحادث، كما أوضحوا لـ هيومن رايتس ووتش، إلى «كمين» نصبته الفرقة 31 مما يكشف عن درجة عدم الثقة بين الجانبين. [12] وقال سكان أبيي لـ هيومن رايتس ووتش إن الحادث قد فاقم من آثاره التوترات القائمة بين الدنكا والمجتمعات المحلية العربية.
وفيما يعتبر تشكيل الفرقة 31 التابعة للجيش السوداني في أغلبها من الجماعات الإثنية بشمال السودان، بما فيها الميسرية، فهي تضم أيضاً زهاء 200 عنصر من الجنوب كانوا فيما سبق ضمن حركة وحدة جنوب السودان. وحركة وحدة جنوب السودان هي بالأساس ميليشيا متحالفة مع الخرطوم، وتم إدخالها ضمن صفوف القوات المسلحة السودانية بعد بدء تنفيذ اتفاق السلام الشامل. وقال سكان أبيي لـ هيومن رايتس ووتش إن ما بين عامي 2005 و2008، اشتكت سلطات الحركة الشعبية لتحرير السودان في أبيي للقوات المسلحة السودانية والعاملين بالأمم المتحدة من أن جنود حركة وحدة جنوب السودان يسيئون إلى المدنيين في أبيي والقرى المجاورة لها، بما في ذلك مزاعم باغتصاب امرأتين من الدنكا في توداج شمالي بلدة أبيي، فيما بين فبراير وأبريل 2008.
وبالإضافة إلى تعزيز القوات في منطقة تويك جنوبي أبيي، قام الجيش الشعبي لتحرير السودان أيضاً بنشر 80 عنصراً من القوات الإضافية في أبيي نفسها في مارس/آذار 2008 بصفتهم «حراس شخصيين» لممثل الحركة الشعبية لتحرير السودان المُعين حديثاً، إدوارد لينو. ورأى حزب المؤتمر الوطني في تعيين لينو القائد السابق بالجيش الشعبي لتحرير السودان والرئيس السابق لجهاز المخابرات بالجيش استفزاز في حد ذاته، واتهم الحركة بإجراء تعيين استباقي سابق على أوانه ضمن إدارة أبيي، وهو الأمر الذي اتفقت الأطراف بموجب اتفاق السلام الشامل على منح امتيازه للرئاسة السودانية.
وعلى المستوى المحلي، وجهت أيضاً القوات المسلحة السودانية الاتهام إلى الجيش الشعبي لتحرير السودان بوضع نقاط تفتيش غير مصرح بها في النواحي الشمالية من أبيي. وإحدى نقاط التفتيش هذه تم وضعها في دوكرا، وهي منطقة تقع على مسافة 10 كيلومترات شمالي بلدة أبيي، وكانت قد شهدت مناوشة أدت إلى اندلاع قتال موسع في مايو. وقال أيضاً شهود لـ هيومن رايتس ووتش إن الجيش الشعبي لتحرير السودان احتجز تعسفاً زعيماً بارزاً بالميسرية وممثل عن حزب المؤتمر الوطني في أبريل 2008. وطبقاً لبيان لبعثة الأمم المتحدة في السودان، تم احتجاز كل منهما لأربعة أيام دون طعام قبل إخلاء سبيلهما إثر تهديد من زعماء الميسرية بشن هجوك على الجيش الشعبي لتحرير السودان.

### اندلاع القتال
طبقاً للشهود، فعشية يوم 13 مايو 2008 اندلع القتال بين جنود حركة وحدة جنوب السودان، ضمن الفرقة 31 التابعة للقوات المسلحة السودانية، من جانب، وشرطة جنوب السودان التابعة للجيش الشعبي لتحرير السودان، وهذا لدى نقطة تفتيش دوكرا. وقُتل عنصر من القوات المسلحة السودانية وشرطي من الجيش الشعبي لتحرير السودان أثناء القتال، وتم نقل جندي آخر من القوات المسلحة السودانية (من حركة وحدة جنوب السودان) إلى المستشفى في بلدة أبيي. وأثار هذا الحادث التوترات في أبيي حتى بلغت نقطة الغليان. وفي الصباح التالي قامت جماعة مسلحة بأسلحة ثقيلة من حركة وحدة جنوب السودان/القوات المسلحة السودانية في ثلاث شاحنات بالذهاب إلى دوكرا حيث تجددت المصادمات مع الجيش الشعبي لتحرير السودان، ثم مضوا إلى المستشفى ليكتشفوا وفاة الرجل المصاب ليلاً.
وقال مسؤول طبي لـ هيومن رايتس ووتش:
دخل الكثير من الجنود إلى المستشفى معهم الأسلحة فقام العاملون الطبيون بالفرار. ورفض الجنود ترك أسلحتهم بالخارج، وكانوا يحملون مدافع رشاشة طراز.
وطبقاً للسكان الذين فروا من القتال، ففي حوالي الساعة 11:30 صباحاً بدأت القوات المسلحة السودانية تطلق النيران عشوائياً على ما يبدو حول المستشفى ومنطقة السوق. ورد جنود الجيش الشعبي لتحرير السودان، وتبادلوا إطلاق النار بشكل مكثف على مدار الساعات القليلة التالية، واستخدموا ضمن الأسلحة قذائف الهاون والمدفعية الثقيلة، وهذا حول المستشفى والسوق والمناطق السكنية. وسرعان ما انشقت الوحدة الموحدة المشتركة إلى عناصر بولاء للشمال وآخرين للجنوب، فدخل منهم التابعون للقوات المسلحة السودانية تحت لواء الفرقة 31، وقاموا بقتال العناصر التابعين للجيش الشعبي لتحرير السودان.
وحين اندلع القتال تمكن أغلب المدنيين من الفرار من البلدة. إلا أن بعض من اضطروا للبقاء أو العودة قالوا لـ هيومن رايتس ووتش إنه في الأيام التالية قام جنود القوات المسلحة السودانية وميليشيا الميسرية القادمون من الشمال بعمليات نهب موسعة ودمروا منازل المدنيين ومبانيهم. وبحلول 17 مايو/أيار كان نصف مباني البلدة تقريباً قد احترق بالكامل. وفي ساعات الصباح الأولى من 20 مايو/أيار، شن الجيش الشعبي لتحرير السودان هجوماً جديداً مع ما وردت إليه من تعزيزات، لكن تم دفعه للخلف مجدداً، في ظل خسائر كبيرة في الأرواح على الجانبين.

## ترسيم الحدود
أعادت المحكمة الدائمة في 22 يوليو 2009، ترسيم حدود منطقة أبيي، بما يمنح شمال السودان حقول نفط مُهمة في قرار وُصف بأنه حل يستحق الإشادة لنزاع طويل على الأراضي. وتعهد زعماء من الشمال والجنوب باحترام الحكم الذي أصدرته محكمة التحكيم الدائمة في لاهاي بينما رقص أكثر من ألف شخص في شوارع أبيي للاحتفال بالقرار.
لكن محللين قالوا أنه لايزال هناك خطر من عودة النزاع بشأن منطقة وسط أبيي لدى استيعاب الشماليين والجنوبيين وسكان المنطقة لتداعيات الحكم المُعقد الذي أصدرته محكمة لاهاي. وكان حزب المؤتمر الوطني الحاكم رفض أحد خطوط الحدود التي رسمتها لجنة خبراء بعد توقيع اتفاق السلام في 2005.
وتضع خرائط الحدود الجديدة التي نشرت في لاهاي حقلي النفط المهمين هجليج وبامبو خارج أبيي ليصبحا ضمن ولاية جنوب كردفان التابعة لشمال السودان.
وقال الدرديري محمد أحمد ممثل حزب المؤتمر الوطني في لاهاي "نعتقد أن عشرة آلاف كيلومتر مربع على الأقل قد أعيدت إلى الشمال. والأهم هو أن هذه الأراضي تشمل حقول النفط المتنازع عليها.

### يمكن تصنيف الأراضي إلى أربع أنواع
- مرتفعات: أعلى من كل ما يجاورها ببضع سنتيميترات، وهي مناطق الاستيطان. غطائها النباتي يشمل الغابات والحشائش.
- اراض متوسطة: تنخفض قليلا عن المرتفعات. تتعرض دوريا لفيضانات بسبب الأمطار الغزيرة التي تهطل على مرتفعات إثيوبيا ومرتفعات شرق-وسط أفريقيا. غطائها النباتي يشمل المراعي المفتوحة الدائمة وغابات السنط وقليلا من الاشجار المتناثرة.
- أراض تنغمر موسميا أو تتشبع من الأنهار الرئيسية ومن الدورات المائية الداخلية (بالإنجليزية: Toic-land)‏. مما يبقي على ما يكفي من الرطوبة طوال موسم الجفاف لدعم رعي الماشية.
- السد: مستنقعات دائمة تنخفض عن الأراضي المغمورة. تغطي اجزاء هامة من مناطق سهول الفيضانات التي تستوطن بها الدينكا. غنية بالاسماك ولكنها غير مناسبة لرعي الماشية. تاريخيا تعتبر حاجزا دفاعيا طبيعيا من الدخلاء.

تتميز منطقة الحوض بطبيعة فريدة. وازدهرت الحياة البرية عقب توقف العمليات العسكرية.
تنقسم قبيلة الدينكا الي عشرة فروع: اتوت، الياب (أو عالياب)، بور، شيق، اقار، قوك، ريك، تويق، ملوال والدينكا نقوك. أكبرهم هم الملوال ويقدر عددهم بمليون نسمة.
هجرات الدينكا ترتبط بالظروف المناخية المحلية. يتجاوب نمط حياتهم الزراعي والرعوي مع مواسم الفيضان والجفاف بالمناطق التي يعيشون بها. يبدؤون ترحالهم بين شهري مايو ويونيو عند بداية موسم الأمطار إلى بيوت مصنوعة من الطين والقش في مستعمرات بنوها بعيدا عن مناطق الفيضانات. ويقومون هذه الفترة بزراعة الدخن وغيره من الحبوب.

## المعتقدات الدينية والثقافية

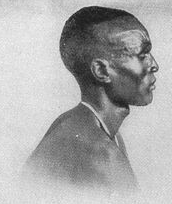
الوسم علي الوجه من العلامات المميزة للرجال

ينعكس نمط معيشة الدينكا على معتقداتهم وممارساتهم الدينية. ويؤمنون باله واحد يدعى (نيال) أو (نياليك) يعتقدون بان روحه تتقمص الأفراد ليتحدث من خلالهم. تهيمن حاليا الديانة المسيحية على ثقافة الدينكا، حيث انتشرت ابان الانتداب البريطاني للمنطقة في القرن التاسع عشر، وفي فترة الحرب الأهلية.

## الحرب مع الشمال وأوضاعهم كلاجئين
أدى الاختلاف في معتقدات ونمط معيشة الدينكا إلى ازمة مع نظام الحكم الإسلامي في الخرطوم. تحت قيادة الراحل الدكتور جون قرنق دي مابيور(دينكاوي)في 1983 م. حمل الجيش الشعبي لتحرير السودان السلاح في مواجهة الحكومة. فنشبت حرب اهلية استمرت 21 عاما، قتلت فيها القوات الحكومية آلاف من الدينكا وغيرهم من قبائل الجنوب. كما ان الدينكا اشتبكو في حرب جانبية ضد قبيلة النوير الجنوبية.
في 15 نوفمبر 1991 وقعت مذبحة بور في الجنوب السوداني، بعيد اعلان انقلاب في 28 اغسطس 1991 ضد زعيم جيش التحرير جون قرنق، من قبل النائب الحالي لحكومة جنوب السودان الدكتور رياك مشار. قتلت قوات مشار حوالي 500 من المدنيين في مدينة بور. ونفس العدد من الجرحى خلال شهرين من اندلاع القتال. وفورا حلت مجاعة بعد أن نهبت وحرقت قوات مشار العديد من القرى، وأغارت على قطعان الماشية. بناء على تقارير لمنظمة العفو الدولية لقي 25,000 نسمة مصرعم نتيجة تلك المجاعة.
الدكتور رياك وصف الحادث بأنه «دعاية» و«أسطورة» رغم وجود أدلة مروعة على عمليات القتل الجماعي عند اكتشاف العظام والجثث في أعقاب المجزرة.
يعيش الكثير من الدينكا في بلاد المهجر، على سبيل المثال في مدينة جاكسونفيل بولاية فلوريدا. وفي كلاركسون، إحدى ضواحي أتلانتا بولاية جورجيا. وفي مقاطعة أدمونتون الكندية.
تم تصوير واقع الدينكا كلاجئين في بعض الأعمال الوثائقية، مثل (أبناء السودان الضائعين) و (صبوا علينا حمما من السماء).

## من أعلام الدينكا
- وليام دينق نيال (دينقديت)، مؤسس الاتحاد الوطني الأفريقي السوداني وشخصية قيادية خلال حرب التحرير الأولى ضد الحكومة في الخرطوم. تم اغتياله من قبل عناصر تابعة لنظام الخرطوم في 1968 [بحاجة لمصدر] وبدعم من بونا ملوال وسياسيين من عرب الشمال الذين اعتبروا ان دينق يشكل خطرا على عملية السلام بين الثوار الجنوبيين والحكومة.
- جون قرنق، النائب الأول السابق لرئيس الجمهورية. القائد العام الجيش الشعبي لتحرير السودان. رئيس الحركة الشعبية لتحرير السودان. لقي مصرعه في30 يوليو 2005 عند سقوط طائرته المروحية في حادثة كشفت التحقيقات لاحقا ان سببها سوء الأحوال الجوية.
- ابيل الير كواي، نائب رئيس الجمهورية في سبعينيات وثمانينيات القرن المنصرم. حائز على درجة ماجستير في القانون. خدم في عهد الرئيس جعفر نميري، وفي عهد رئيس الوزراء الصادق المهدي. ساعد في صياغة اتفاقية أديس أبابا. والتي نقضها جعفر نميري فيما بعد.
- الجنرال سيلفا كير ميارديت، خليفة الراحل جون قرنق كنائب أول لرئيس الجمهورية ورئيس لحكومة الجنوب. القائد العام الجيش الشعبي لتحرير السودان. رئيس الحركة الشعبية لتحرير السودان. كان متواجدا في نيروبي عندما تحطمت طائرة غارانغ وتم ترشيحه لخلافته مباشرة عقب الحادث.
- فيكتوريا يار ارول، سياسية وعضو في البرلمان. ناشطة نسائية وأول جنوبية تحصل على شهادة جامعية. توفيت عام 1980.
- جوك مادوت جوك، بروفيسور تاريخ شرق أفريقيا بجامعة لويولا ماريماونت بولاية كاليفورنيا. خبير في تاريخ وسياسة السودان.
- اليك ويك، عارضة ازياء مشهورة.
- مانوت بول، لاعب محترف سابق في دوري كرة السلة الأمريكي. أحد أطول لاعبين في تاريخ الدوري.
- لول دينق، لاعب محترف في دوري كرة السلة الأمريكي.
- دكتور فرنسيس دينق، كاتب مشهور. ابن دينق ماجوك، زعيم قبيلة الدينكا. نال دكتواره في القانون من جامعة ييل الأمريكية. وكتب واشترك في كتابة أكثر من ثلاثين كتابا. منها: «التقاليد والتحديث: دينكا السودان» و«حرب التصورات: نزاعات الهويات في السودان.»
- اوينو غام، ممثل. ظهر في فيلم «دموع الشمس» مع بروس ويليس.
- وار إيمانويل أكوك، مغني ريغي.